# جنطيانية
الفصيلة الجنطيانية أو الكوشادية أو الجنثيانية أو الجنسيانية (الاسم العلمي: Gentianaceae) هي فصيلة من النباتات تتبع رتبة الجنطيانيات من طائفة ثنائيات الفلقة.

## قبائل
- الجنطياناوية
- العشرباوية

## أجناس
- الجنطيانا
- العشرب